# Puente de Solkan
El puente de Solkan (en esloveno Solkanski most) es un puente ferroviario perteneciente a la línea Jesenice-Trieste, situado en el río Soča/Isonzo, en Eslovenia. Es el mayor puente ferroviario construido en piedra con forma de arco de todo el mundo.

El puente formaba parte de la conexión completada en 1908 por el ministerio austrohúngaro de infraestructuras ferroviarias, y las obras fueron ejecutadas entre 1900 y 1906. Dicha conexión enlazaba Salzburgo con Trieste a través de Schwarzach, St. Veit, Badgastein, Villach, Aßling/Jesenice y Gorica/Gorizia. Fue promocionada como "Nuevo ferrocarril alpino" (Neue Alpenbahn) y pretendía mejorar la comunicación ya existente entre Viena y el puerto austrohúngaro de Trieste (a través de Liubliana/Laibach y Postojna/Adelsberg) acercando el sur de Alemania, el oeste de Austria y Bohemia al —por aquel entonces— emporio adriático de Trieste, el único puerto del antiguo imperio austríaco.

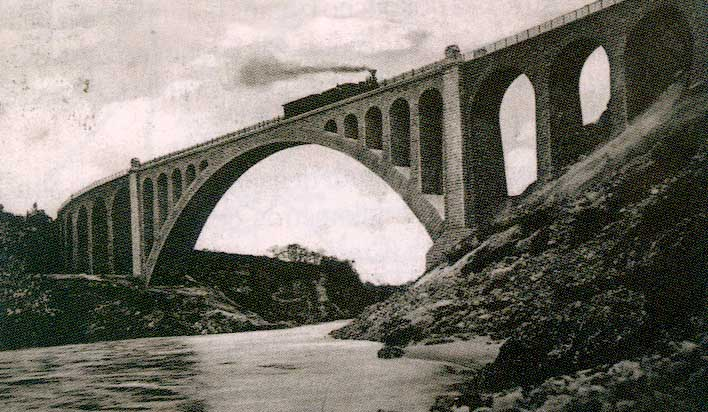
Puente de Solkan a comienzos del

El puente de Solkan fue denominado, tras ser acabado, "el mayor puente ferroviario en arco del mundo". En las descripciones de la época se habla del "más bello puente" sobre el "verde esmeralda del Soča". Desde Jesenice hay cinco túneles y un viaducto de 163 m, después del puente la línea continúa hasta Gorizia.
La apertura de la línea tuvo lugar el 19 de julio de 1906 ante el Archiduque y heredero al trono de Austria Francisco Fernando y el ministro de infraestructuras ferroviarias de la monarquía austrohúngara, Julius Derschatta von Standhalt (1852-1924), con un recorrido inaugural de la totalidad del trazado, desde Jesenice hasta Trieste.
En agosto de 1916 el puente fue destruido por soldados austrohúngaros que huían de la sexta de las doce batallas del Isonzo/Soča durante la Primera Guerra Mundial, al temer que fuera útil a los enemigos italianos. Más tarde se instaló un puente provisional de hierro y, tras la contienda, pasó a ser administrado por Italia, así como toda la parte meridional de la línea, siendo Ferrovie dello Stato quien reconstruyó el puente entre 1925-1927.
Durante la Segunda Guerra Mundial se intentó nuevamente volar el puente, aunque sin éxito. Está protegido estatalmente como monumento técnico desde el año 1985. Tras la independencia de Eslovenia, su administración pasó a Slovenske Železnice (SŽ, Ferrocarriles de Eslovenia).
- Datos: Q12363
- Multimedia: Solkan Bridge / Q12363